# Danh sách thần tượng áo tắm Nhật Bản
Dưới đây là danh sách các thần tượng áo tắm (Tiếng Anh: gravure idol) (グラビアアイドル gurabia aidoru), là những người mẫu quyến rũ tại Nhật Bản, nói chung có vẻ khêu gợi hơn so với người mẫu và thần tượng, mặc dù không đến mức khỏa thân hoàn toàn.

## Thế kỷ 21

### A
- Aikawa Yuzuki
- Airi & Meiri
- Akiyama Rina
- Ando Sayaka
- Rin Aoki [1]
- Aragaki Yui
- Ariyama Mik
- Ayase Haruka [2]
- Ayaka Sayama

### D
- Dizon Leah

### E
- Ebihara Yuri

### S
- Sawajiri Erika

### F
- Fukada Kyoko
- Fuko [3]
- Fujinaga Aoi
- Fukunaga China

### H
- Hamada Shoko
- Hamasaki Ayumi
- Hanai Miri
- Hara Mikie
- Harada Ourei
- Horii Saori
- Horikita Maki
- Hoshino Aki [4]

### I
- Ichikawa Yui
- Inoue Waka
- Irie Saaya [5]
- Ishida Miku

### K
- Kadena Reon
- Kagurazaka Megumi
- Kawamura Yukie
- Kazuki Saya
- Kitano Kii
- Kiguchi Aya
- Kijima Noriko
- Kirimura Moe
- Kitamura Hitomi [6].
- Kobayashi Emi
- Kobayashi Mao
- Kobayashi Yumi
- Koike Eiko
- Koizumi Maya
- Komatsu Ayaka
- Kosaka Yuka
- Kozakura Serena
- Kubo Asaka
- Kudo Nao
- Kudo Risa
- Kumada Yoko
- Kurahashi Nozomi
- Kuroda Mirei
- Kyan Chiaki

### F
- Fukada Kyoko

### L
- Leah Dizon
- Lyrian

### M
- Matsunaga Aya
- Matsushima Hatsune
- Matsuyama Mami
- Megumi
- Mikuru Uchino
- Mitsuya Yoko
- Mizusawa Yuka [7]
- Mori Mariko
- Morishita Chisato
- Morishita Yuri
- Momonogi Kana

### N
- Nagasaki Rin
- Nakagawa Shoko
- Nakama Yukie
- Nakamura Kasumi
- Nakamura Misora
- Nakane Kasumi
- Nanjô Hanako
- Natsukawa Jun
- Rio Natsume [8]
- Nemoto Harumi
- Nishimura Rika
- Noda Ayaka
- Noguchi Chieko

### O
- Ogura Yuko
- Orihara Mika
- Okubo Mariko
- Osawa Maiko
- Oshiro Miwa
- Otomo Sayuri
- Ozaki Nana [9]

### S
- Sakura Sato
- Sano Natsume
- Sawajiri Erika
- Sayama Ayaka
- Seto Saki
- Shimamoto Risa [10]
- Shirakawa Yukina
- Shiratori Yuriko
- Suenaga Yoshiko
- Sugimoto Yumi
- Suzuki Fumika
- Suzuki Akane

### T
- Takeuchi Nozomi
- Takizawa Nonami
- Toda Erika
- Tokito Ami
- Tsugihara Kana
- Tanaka Hitomi [11]

### U
- Uchino Mikuru
- Uehara Ryo

### Y
- Yabuki Haruna
- Yabuki Charlotte
- Yamaguchi Erina[12]
- Yamakawa Erika
- Yamamoto Azusa
- Yamamoto Saori
- Yamasaki Mami
- Yashiro Minase
- Yinling
- Yoshizawa Sarii

## Thế kỷ 20
- Aoki Yuko - 1990
- Hosokawa Fumie - 1990
- Lum Agnes - 1970